# Gerhard Friedrich Müller
Gerhard Friedrich Müller, född 29 oktober 1705 i Herford, Westfalen, död 22 oktober 1783 i Moskva, var en tysk-rysk historiker och upptäcktsresande.
Müller kom 1725 till Sankt Petersburg och inskrevs som student vid den nybildade Vetenskapsakademien, undervisade i historia och geografi vid gymnasiet och redigerade akademiens periodiska skrifter. Som deltagare i den s.k. andra Kamtjatkaexpeditionen vistades han i Sibirien tio år (till 1743) och hemförde därifrån ett ofantligt material, bland annat många gamla dokument. 
År 1748 antog Müller ryskt medborgarskap och fick titeln historiograf. Hans för akademien utarbetade föredrag Proischozjdenie naroda i imeni russkago (Det ryska folkets och namnets ursprung) ådrog honom mycket orättvist obehag och förföljelser från de nationella akademikernas sida med den hetlevrade Michail Lomonosov i spetsen, därför att hans djärva teori om varjagernas svenska härkomst ansågs "förklenande för Ryssland". Talet förbjöds och blev först 1768 publicerat i "Allgemeine historische Bibliothek" (del IV) under titeln Origines Rossicæ. Han degraderades till adjunkt, och lönen minskades. Skrämd av dessa motigheter, framhöll han i ett tal 1761 den falska hypotesen, att varjagerna var "roxolaner" från södra kusten av Östersjön.
Åren 1755-65 var han redaktör för "Ezjemjesiatjnyja sotjinenija k polze i uveseliniju", Rysslands första litteraturvetenskapliga månadsskrift, i vilken han publicerade flera lärda avhandlingar om Sibirien, om Nestorskrönikan, om de zaporogiska kosackerna, om republiken Novgorods uppkomst m.m. Av stor betydelse för utlandets kännedom om Ryssland var hans Sammlung russischer Geschichten (nio delar, 1732 -65). Av hans sibiriska arbete, Opisanie Sibirskago tsarstva, utkom första delen 1750. Fortsättningen, Sibirische Geschichten (1768, rysk översättning 1774) är endast ett sammandrag av tidigare avhandlingar.
Han samlade även material för Voltaires "Histoire de l’empire de Russie" samt utgav flera äldre skrifter, varibland Peter den stores brev till greve Boris Sjeremetev, tsar Ivan den förskräckliges lagbok och Vasilij Tatisjtjevs "Istorija Rossijskaja". År 1754 blev han akademiens "konferenssekreterare", 1765 inspektör för hittebarnshuset i Moskva och 1766 direktör för utrikeskollegiets arkiv i Moskva.
1761 invaldes Müller som utländsk ledamot nummer 48 av Kungliga Vetenskapsakademien.